# Txuru
El txuru o churú es un licor elaborado en la localidad de Morillejo (Guadalajara) España, de gran aceptación gastronómica en la región, hecho a base de aguardiente y mosto, en una proporción solo conocida por los lugareños. Posee una alta graduación y un sabor dulzón afrutado.
Tanto su antigüedad como su procedencia es desconocida, es bastante posible que la receta la trajeran los monjes cistercienses franceses que repoblaron la localidad en el siglo XII.